# 특전대
"특전대"(Airborne Troops)는 한국에서 제작된 편거영 감독의 1965년 액션, 전쟁 영화이다. 남궁원 등이 주연으로 출연하였고 곽정환 등이 제작에 참여하였다.

## 출연

### 주연
- 남궁원
- 신미림
- 박암

## 기타
- 조명: 최원근
- 미술: 김성배